# Kostel svaté Kateřiny (Olomouc)
Kostel svaté Kateřiny (Kostel svaté Kateřiny Alexandrijské) je gotický jednolodní kostel v Kateřinské ulici v Olomouci. Kostel je v areálu kláštera. Původně v klášteru sídlily dominikánky a později voršilky, které v něm sídlí dodnes a je nejčastěji navštěvován Základní církevní školou sv. Voršily. Je zapsán v  Ústředním seznamu nemovitých kulturních památek ČR. 

## Historie

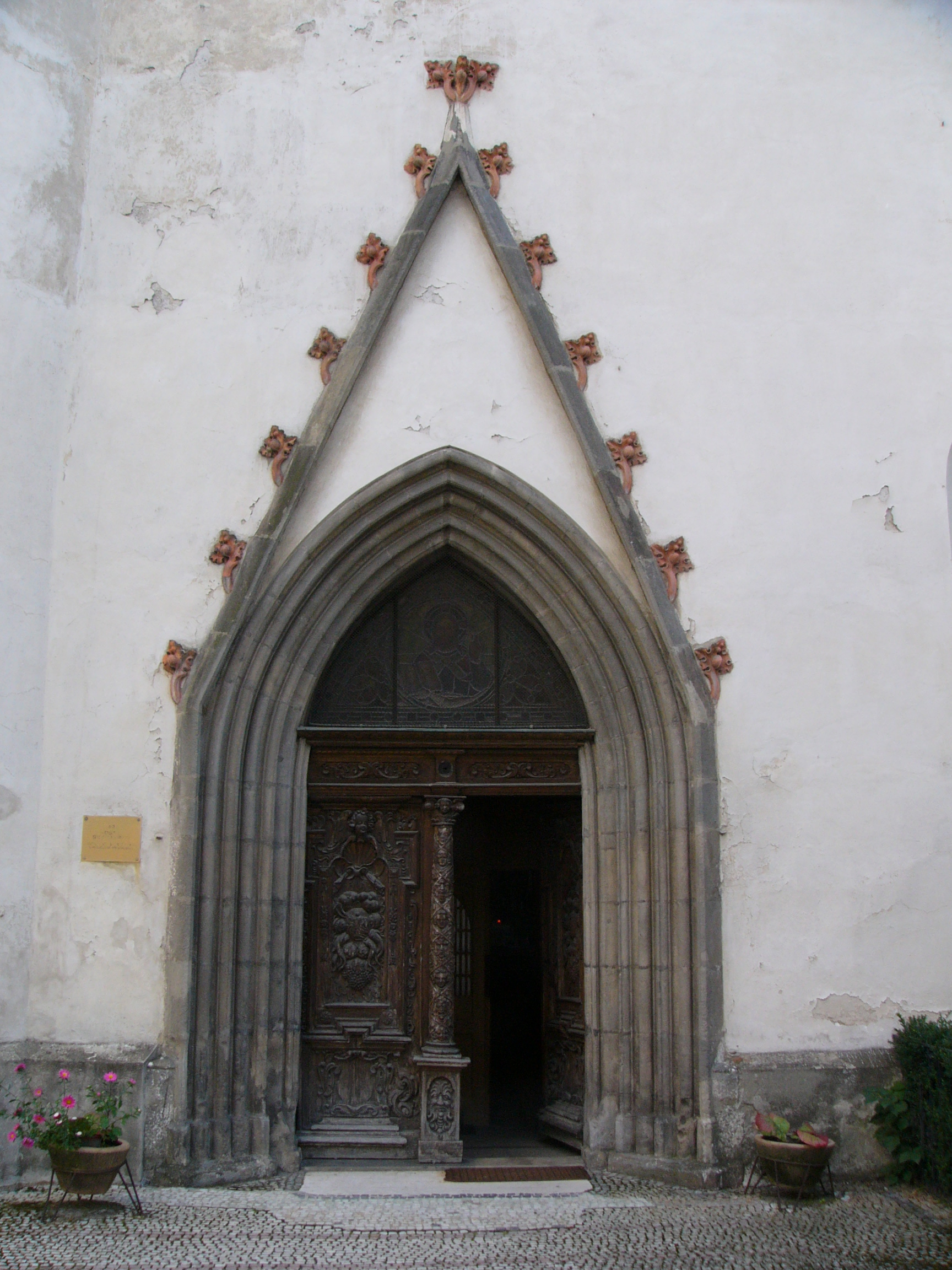
Gotický portál kostela

První zmínky o klášteru  dominikánek pochází z roku 1287, nachází se v listinách papeže Mikuláše IV. Během josefínských reforem byl klášter dominikánek zrušen a objekt v roce 1784 získaly voršilky, které zde vedly obecnou a měšťanskou školu. V roce 1950 musely voršilky klášter opustit. Vrátily se až po roce 1989 a obnovily svou pedagogickou činnost založením církevní školy sv. Voršily.
Klášterní kostel byl  poprvé zmiňován v roce 1363, ale lze předpokládat, že existoval již dříve.Zakládací listiny kostela ani kláštera se však nezachovaly.  Během husitských válek byl kostel poškozen a v roce 1455 vyhořel a následně byl opraven. Opětovně kostel vyhořel roku 1513. Během třicetileté války (1642–1650) došlo k poškození kostela švédskými vojsky.  V roce 1701 kostel vyhořel při velkém požáru města  a při následné opravě byl barokně upraven. Změnil se tvar oken, zaklenutí lodi, byla přistavěna kaple s varhanní kruchtou v patře.  Další požár, při němž shořela střecha, roztavily se zvony a zřítila se věž, postihl kostel v roce 1800. Kostel dostal novou nižší sedlovou střechu se sanktusníkem, která částečně deformovala jeho původní gotické proporce. V letech 1848–1884 byly v  interiéru provedeny regotizační úpravy: pořízeny čtyři novogotické oltáře, vydlážděna podlaha lodi, okna opatřena vitrážemi, na stěny upevněny  dřevěné obklady. V roce 1985 byly po stavebně–historickém průzkumu opět obnoveny původní gotické vrcholy oken severovýchodní zdi lodi kostela, odstraněny zazdívky jejich kružeb v podkroví a doplněny chybějící části.  V roce 1987 byla rekonstruována fasáda kostela.

## Popis
Kostel sv. Kateřiny se nachází v centru města v dnešní Kateřinské ulici a byl vestavěn do jižní části olomouckých hradeb. Je součástí areálu kláštera a školy, vchod na nádvoří je přes renesanční bránu ze 16. století, která  údajně pochází z původního sídla voršilek v Olomouci  na Bělidlech. 
Gotický kostel je nejstarší dochovanou  částí klášterního areálu.  Průčelí zdobí vstupní portál završený vimperkem, který je zdobený novogotickými terakotovými kraby na vrcholu spojenými v kytku. Do kostela se vstupuje krásně vyřezávanými manýristickými dveřmi z  2. poloviny 17. století. Vrcholně gotický portál kostela vznikl po polovině 14. století. Je umístěn asymetricky na levé straně průčelí a vedle se nachází menší gotické okno.  Před ním je volně stojící kamenný kříž. V prostřední části průčelí je prolomeno vysoké okno obdélného tvaru s profilovanou štukovou šambránou, nad kterým je štukový medailon se symbolem Božího oka.  Průčelí je zakončeno barokním  štítem s falešným oknem, na který navazuje sedlová střecha se sanktusníkem.  Dva zvony byly v roce 2009 ulity v dílně Marie Tomáškové Dytrychové. Boční stranu kostela směrem do ulice zpevňují čtyři vysoké opěráky, mezi nimiž jsou prolomena vysoká gotická okna s kružbami. Centrální okno v presbytáři je zdobeno vitráží.  Uprostřed severozápadní zdi lodi vybíhá hranolovitý přístavek barokní kaple s pultovou střechou sahající k římse fasády. K ní přiléhá schodiště ve válcovitém přístavku. Poblíž kaple směrem k presbytáři se nachází zazděný vchod zasazený v síle zdi, odkrytý pouze v exteriéru kostela. Má lomený záklenek a ostění složené z kamenných kvádříků.  Vzniklé výklenky uzavírá kovové zábradlí a vzniká tak jednotná fronta do ulice. Jihozápadní strana lodi přímo navazuje na budovy kláštera.    
Kostel je jednolodní stavba o třech křížem sklenutých polích, pravoúhlým kněžištěm s křížovou klenbou a patrovou kruchtou. Při vchodu do kruchty se zachoval fragment gotického vstupního portálu. Na kruchtu vede vstup z  barokní boční kaple svaté Anny s  varhanami. Druhotně prolomeným vchodem v jihozápadní stěně se vchází do přilehlých konventních prostor. Rozlehlá sakristie  má valeně zaklenutý strop zdobený štukovými pásy a zrcadly.
Interiér kostela je upraven novogotickým dřevěným obložením a novogotickou oltářní architekturou. Oltářní obraz představuje patronku kostela sv. Kateřinu Alexandrijskou. Po jeho stranách jsou obrazy sv. Cyrila a Metoděje, nad kterými jsou umístěny sochy sv. Petra a Pavla. Nástavbu oltáře zdobí socha Panny Marie, spolu se soškami sv. Jáchyma a  sv. Anny. Z doby sester dominikánek se zachovaly čtyři barokní sochy na hlavním oltáři: sv. Dominik, sv. Kateřina Sienská a sv. Růžena z Limy, sv. Tomáš Akvinský. Autory soch jsou Jiří Antonín Heinz a Severin Tischler. Boční oltář v presbytáři je zasvěcen Panně Marii Lurdské a je v něm uložena schránka s ostatky sv. Klementa. 

## Galerie

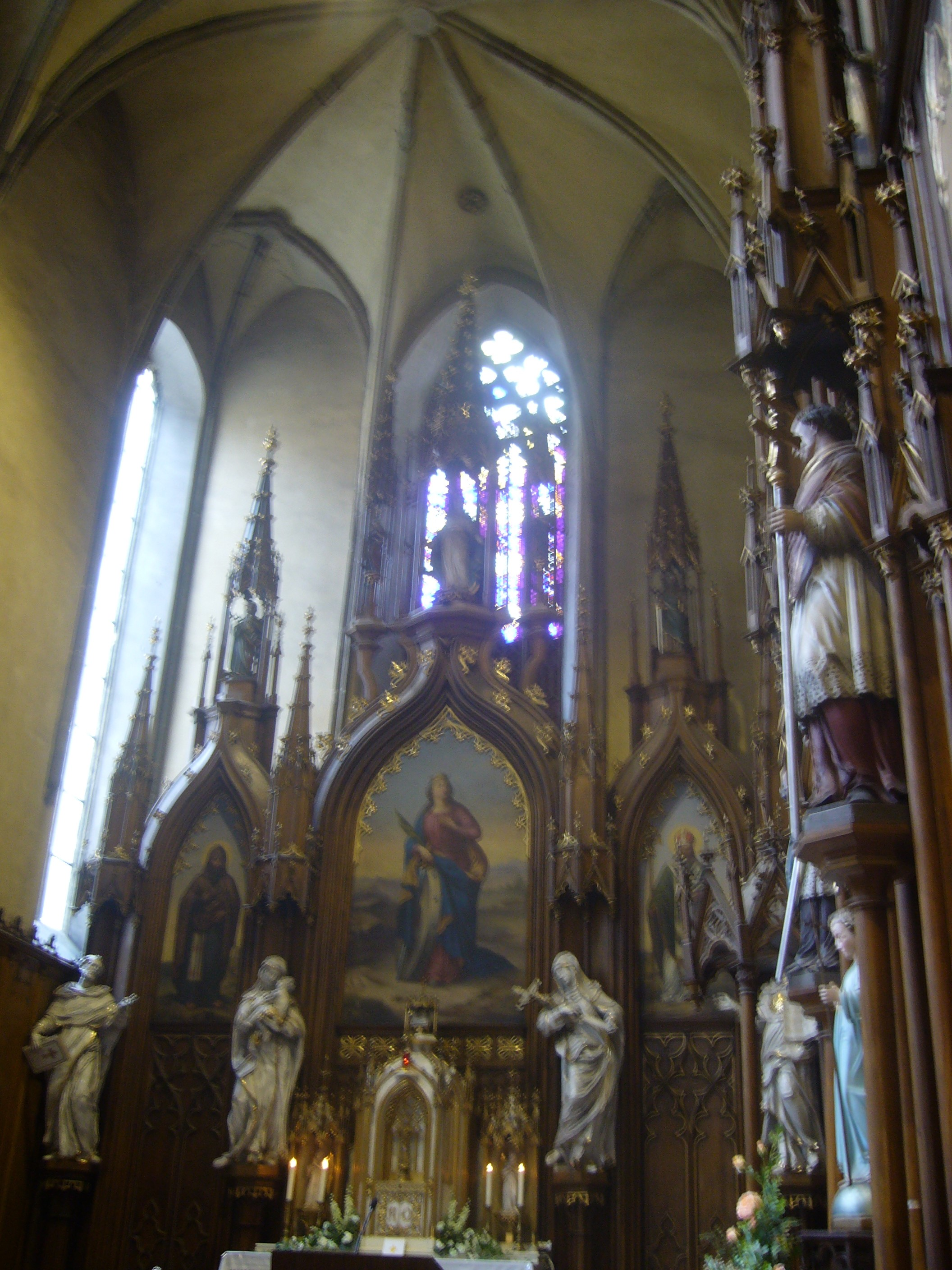
Hlavní oltář s pohledem do presbytáře
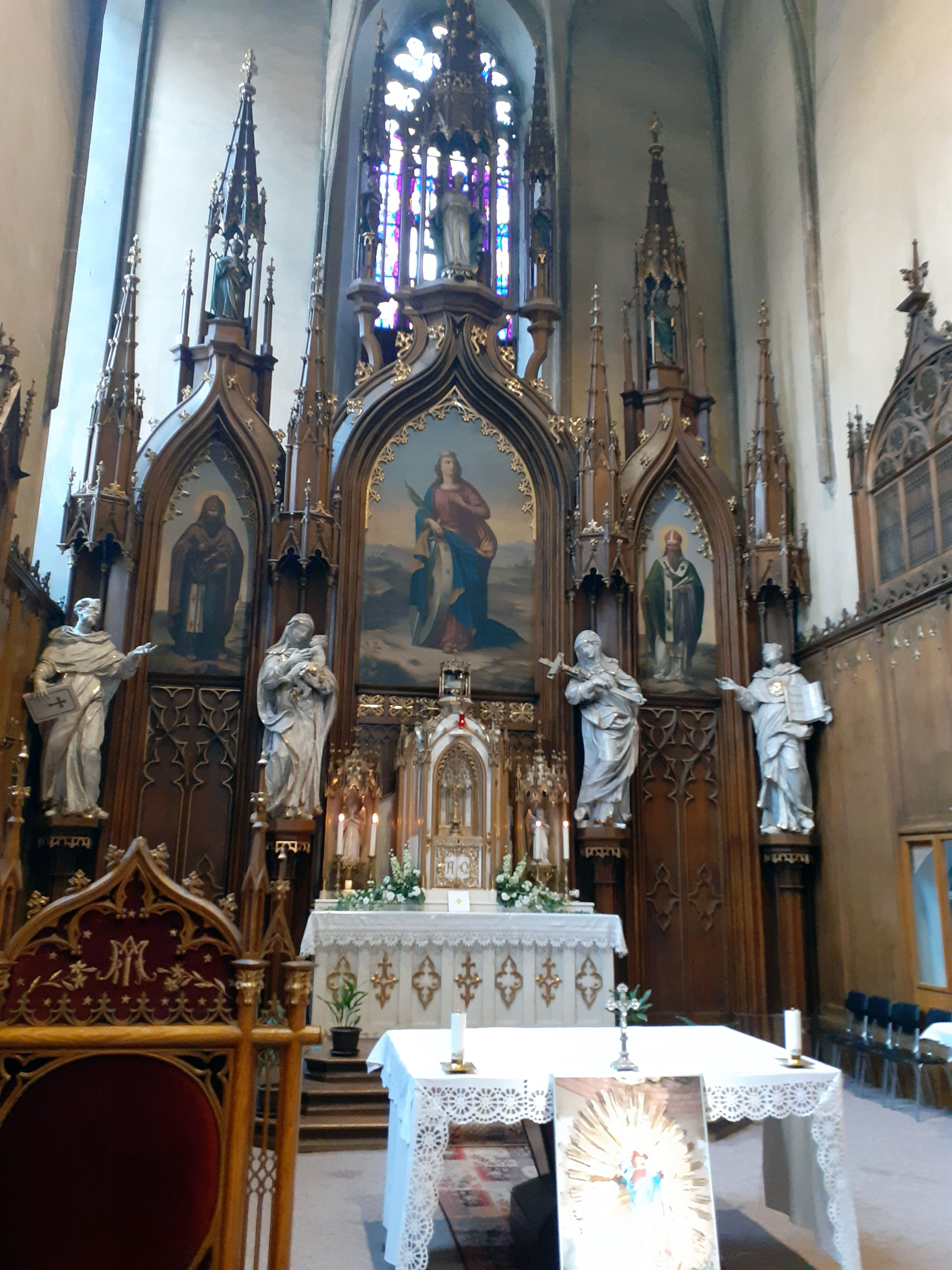
Novogotický hlavní oltář s barokními sochami světců
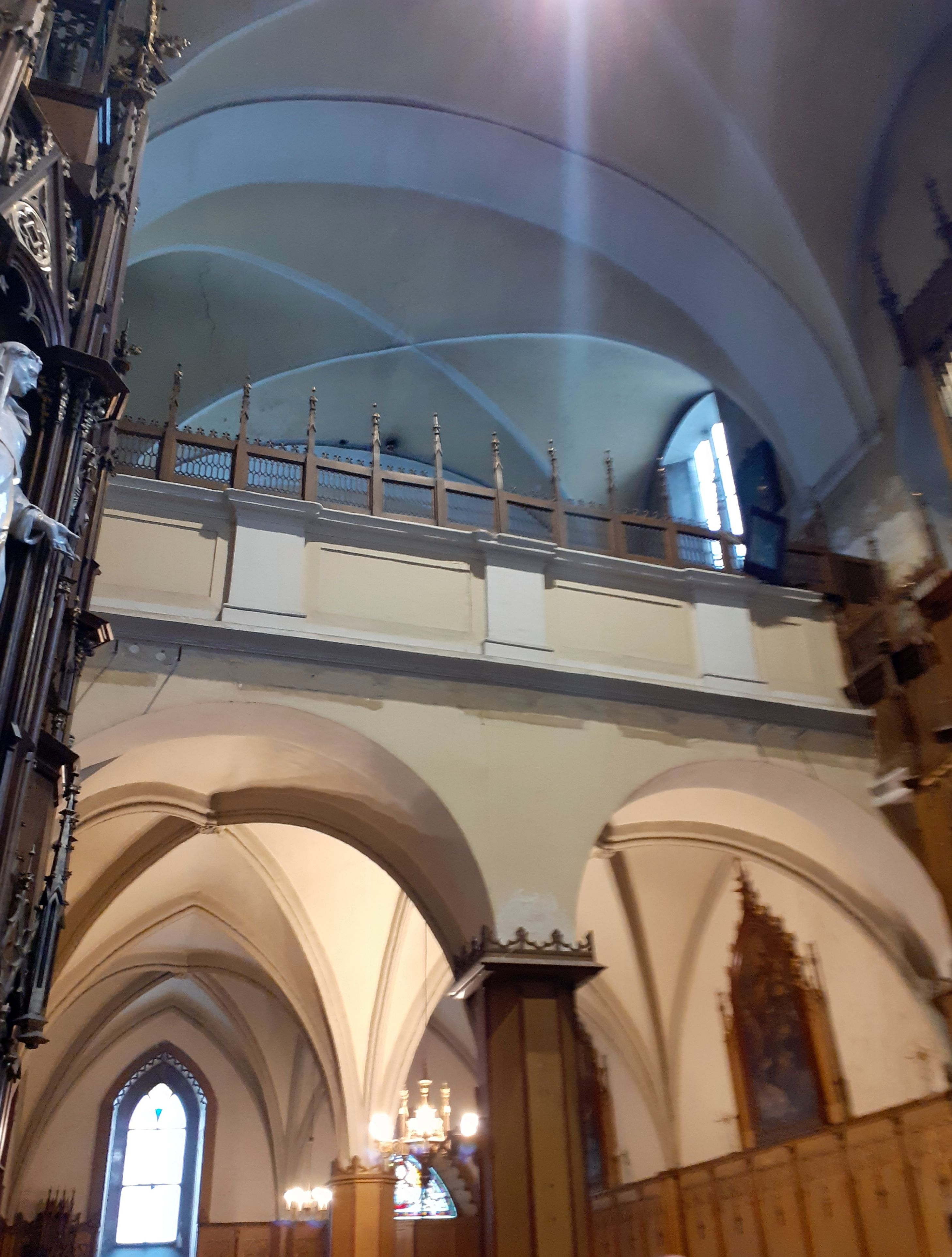
Vstupní prostor pod kruchtou
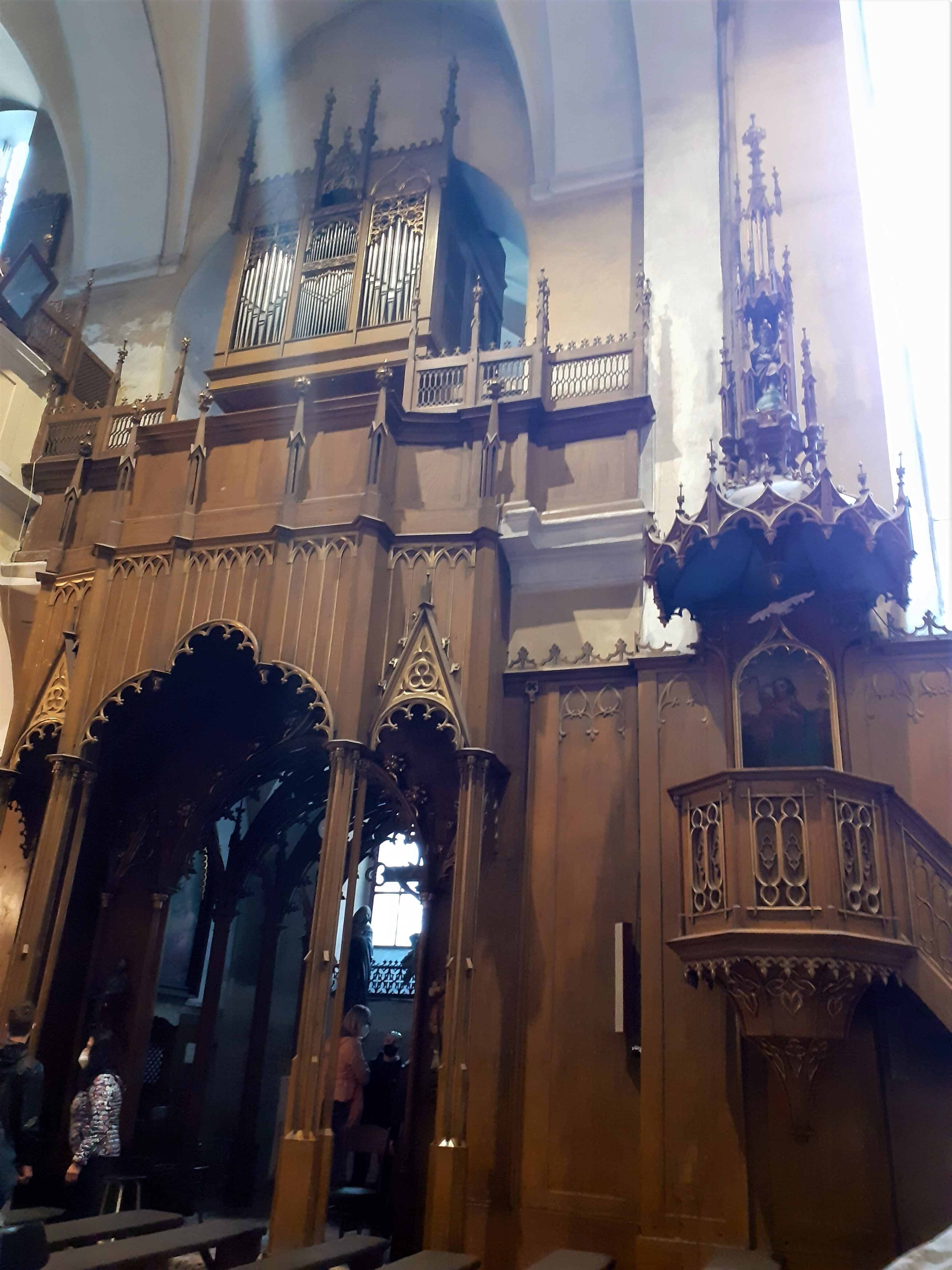
Boční kaple s oratoří a varhanami, kazatelna
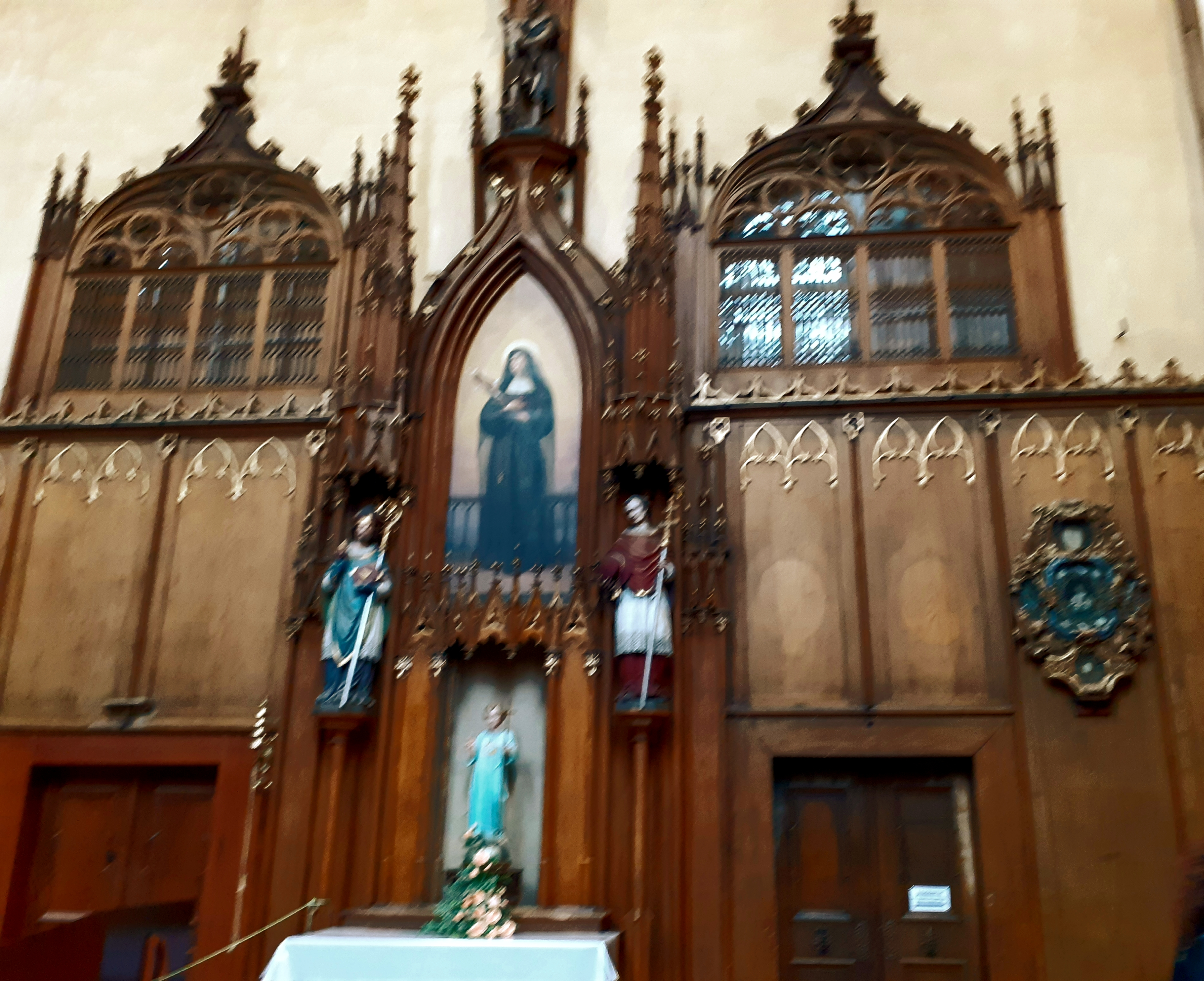
Boční oltář